# Henrique Benavides
Henrique Benavides foi Vice-rei de Navarra. Exerceu o vice-reinado de Navarra entre 1684 e 1685. Antes dele o cargo foi exercido por Íñigo de Velandia. Seguiu-se-lhe Ernesto Alejandro de Ligné y Croy.